# Join the Dots
Albums de The Cure
Greatest Hits
(2001) The Cure
(2004)
Join the Dots: B-sides and Rarities, 1978-2001 (The Fiction Years) est une compilation du groupe anglais The Cure, sortie le 27 janvier 2004 par le label Fiction Records sous la forme d'un coffret de quatre CD qui regroupe, comme son nom l'indique, l'intégralité des faces B du groupe sur la période 1978-2001, ainsi que des raretés.

## Liste des titres
| 1.  | 10:15 Saturday Night (Face B de Killing an Arab, 1979)                                                         | - Michael Dempsey - Robert Smith - Lol Tolhurst      | 3:43 |
| 2.  | Plastic Passion (Face B de Boys Don't Cry, 1979)                                                               | - Dempsey - Smith - Tolhurst                         | 2:16 |
| 3.  | Pillbox Tales (Face B de Boys Don't Cry (New Voice-New Mix), enregistrée en 1979, sortie en 1986)              | - Dempsey - Smith - Tolhurst                         | 2:56 |
| 4.  | Do the Hansa (Face B de Boys Don't Cry (New Voice-New Mix) maxi 45 tours, enregistrée en 1979, sortie en 1986) | - Dempsey - Smith - Tolhurst                         | 2:40 |
| 5.  | I'm Cold (Face B de Jumping Someone Else's Train, 1979)                                                        | - Dempsey - Smith - Tolhurst                         | 2:49 |
| 6.  | Another Journey by Train (Face B de A Forest, 1980)                                                            | - Simon Gallup - Matthieu Hartley - Smith - Tolhurst | 3:06 |
| 7.  | Descent (Face B de Primary, 1981)                                                                              | - Gallup - Smith - Tolhurst                          | 3:09 |
| 8.  | Splintered in Her Head (Face B de Charlotte Sometimes, 1981)                                                   | - Gallup - Smith - Tolhurst                          | 5:17 |
| 9.  | Lament (Version Flexipop, 1982)                                                                                | Smith                                                | 4:36 |
| 10. | Just One Kiss (Face B de Let's Go to Bed, 1982)                                                                | - Smith - Tolhurst                                   | 4:10 |
| 11. | The Dream (Face B de The Walk, 1983)                                                                           | Smith                                                | 3:12 |
| 12. | The Upstairs Room (Face B de The Walk maxi 45 tours, 1983)                                                     | - Smith - Tolhurst                                   | 3:31 |
| 13. | Lament (Face B de The Walk maxi 45 tours, 1983)                                                                | Smith                                                | 4:25 |
| 14. | Speak My Language (Face B de The Lovecats, 1983)                                                               | - Smith - Tolhurst                                   | 2:43 |
| 15. | Mr Pink Eyes (Face B de The Lovecats maxi 45 tours, 1983)                                                      | - Smith - Tolhurst                                   | 2:45 |
| 16. | Happy the Man (Face B de The Caterpillar, 1984)                                                                | Smith                                                | 2:47 |
| 17. | Throw Your Foot (Face B de The Caterpillar maxi 45 tours, 1984)                                                | Smith                                                | 3:33 |
| 18. | New Day (Face B des EP Half an Octopuss / Quadpus contenant Close to Me, 1985)                                 | - Smith - Tolhurst                                   | 4:10 |
| 19. | The Exploding Boy (Face B de In Between Days, 1985)                                                            | Smith                                                | 2:54 |
| 20. | A Few Hours After This... (Face B de In Between Days maxi 45 tours, 1985)                                      | Smith                                                | 2:28 |
| 21. | A Man Inside My Mouth (Face B de Close to Me, 1985)                                                            | Smith                                                | 3:07 |
| 22. | Stop Dead (Face B de Close to Me maxi 45 tours, 1985)                                                          | Smith                                                | 4:02 |

| 1.  | A Japanese Dream (Face B de Why Can't I Be You?, 1987)                                                                        | - Gallup - Smith - Porl Thompson - Tolhurst - Boris Williams        | 3:29 |
| 2.  | Breathe (Face B de Catch, 1987)                                                                                               | - Gallup - Smith - Thompson - Tolhurst - Williams                   | 4:48 |
| 3.  | A Chain of Flowers (Face B de Catch maxi 45 tours, 1987)                                                                      | - Gallup - Smith - Thompson - Tolhurst - Williams                   | 4:55 |
| 4.  | Snow in Summer (Face B de Just Like Heaven, 1987)                                                                             | - Gallup - Smith - Thompson - Tolhurst - Williams                   | 3:27 |
| 5.  | Sugar Girl (Face B de Just Like Heaven maxi 45 tours, 1987)                                                                   | - Gallup - Smith - Thompson - Tolhurst - Williams                   | 3:15 |
| 6.  | Icing Sugar [Remix] (Version alternative sur édition limitée vinyle de Kiss Me, Kiss Me, Kiss Me, 1987)                       | - Gallup - Smith - Thompson - Tolhurst - Williams                   | 3:23 |
| 7.  | Hey You!!! [Extended Mix] (Face B de Hot Hot Hot!!!, 1987)                                                                    | - Gallup - Smith - Thompson - Tolhurst - Williams                   | 4:08 |
| 8.  | How Beautiful You Are... [Remix] (Version alternative, bonus d'un CD sampler de Kiss Me, Kiss Me, Kiss Me, 1987)              | - Gallup - Smith - Thompson - Tolhurst - Williams                   | 4:25 |
| 9.  | To the Sky (figure sur la compilation multi artistes Stranger than Fiction du label Fiction, 1987)                            | - Gallup - Smith - Thompson - Tolhurst - Williams                   | 5:15 |
| 10. | Babble (Face B de Lullaby et Fascination Street, 1989)                                                                        | - Gallup - Roger O'Donnell - Smith - Thompson - Tolhurst - Williams | 4:18 |
| 11. | Out of Mind (Face B de Lullaby et Fascination Street, maxi 45 tours 1989)                                                     | - Gallup - O'Donnell - Smith - Thompson - Tolhurst - Williams       | 3:51 |
| 12. | 2 Late (Face B de Lovesong, 1989)                                                                                             | - Gallup - O'Donnell - Smith - Thompson - Tolhurst - Williams       | 2:41 |
| 13. | Fear of Ghosts (Face B de Lovesong maxi 45 tours, 1989)                                                                       | - Gallup - O'Donnell - Smith - Thompson - Tolhurst - Williams       | 6:51 |
| 14. | Hello, I Love You [Psychedelic Version] (Reprise des Doors, version inédite enregistrée en 1990)                              | - John Densmore - Robby Krieger - Ray Manzarek - Jim Morrison       | 6:04 |
| 15. | Hello, I Love You (reprise des Doors sur la compilation multi artistes Rubáiyát: Elektra's 40th Anniversary, 1990)            | - Densmore - Krieger - Manzarek - Morrison                          | 3:31 |
| 16. | Hello, I Love You [Slight Return Mix] (apparaît sur la compilation multi artistes Rubáiyát: Elektra's 40th Anniversary, 1990) | - Densmore - Krieger - Manzarek - Morrison                          | 0:13 |
| 17. | Harold and Joe (Face B de Never Enough, 1990)                                                                                 | - Gallup - Smith - Thompson - Williams                              | 5:09 |
| 18. | Just Like Heaven [Dizzy Mix] (Face B de Close to Me [Closest Mix], 1990)                                                      | - Gallup - Smith - Thompson - Tolhurst - Williams                   | 3:43 |

| 1.  | This Twilight Garden (Face B de High, 1992)                                                                        | - Perry Bamonte - Gallup - Smith - Thompson - Williams | 4:45 |
| 2.  | Play (Face B de High maxi 45 tours, 1992)                                                                          | - Bamonte - Gallup - Smith - Thompson - Williams       | 4:36 |
| 3.  | Halo (Face B de Friday I'm in Love, 1992)                                                                          | - Bamonte - Gallup - Smith - Thompson - Williams       | 3:47 |
| 4.  | Scared as You (Face B de Friday I'm in Love maxi 45 tours, 1992)                                                   | - Bamonte - Gallup - Smith - Thompson - Williams       | 4:12 |
| 5.  | The Big Hand (Face B de A Letter to Elise, 1992)                                                                   | - Bamonte - Gallup - Smith - Thompson - Williams       | 4:53 |
| 6.  | A Foolish Arrangement (Face B de A Letter to Elise maxi 45 tours, 1992)                                            | - Bamonte - Gallup - Smith - Thompson - Williams       | 3:51 |
| 7.  | Doing the Unstuck [Saunders 12" Remix] (Version alternative inédite, 1992)                                         | - Bamonte - Gallup - Smith - Thompson - Williams       | 5:55 |
| 8.  | Purple Haze (Virgin Radio Version) (Reprise de Jimi Hendrix, version inédite, 1993)                                | Jimi Hendrix                                           | 3:18 |
| 9.  | Purple Haze (figure sur l'album hommage Stone Free: A Tribute to Jimi Hendrix, 1993)                               | Hendrix                                                | 5:22 |
| 10. | Burn (bande originale de The Crow, 1994)                                                                           | - Bamonte - Gallup - Smith - Williams                  | 6:37 |
| 11. | Young Americans (Reprise de David Bowie, sur la compilation multi artistes 104.9 - An XFM Compilation Album, 1995) | David Bowie                                            | 6:23 |
| 12. | Dredd Song (bande originale de Judge Dredd, 1995)                                                                  | - Bamonte - Jason Cooper - Gallup - O'Donnell - Smith  | 4:25 |
| 13. | It Used to Be Me (Face B de The 13th, 1996)                                                                        | - Bamonte - Cooper - Gallup - O'Donnell - Smith        | 6:50 |
| 14. | Ocean (Face B de The 13th maxi single 1996)                                                                        | - Bamonte - Cooper - Gallup - O'Donnell - Smith        | 3:29 |
| 15. | Adonais (Face B de The 13th maxi single 1996)                                                                      | - Bamonte - Cooper - Gallup - O'Donnell - Smith        | 4:11 |

| 1.  | Home (Face B de Mint Car, 1996)                                                     | - Bamonte - Cooper - Gallup - O'Donnell - Smith | 3:24 |
| 2.  | Waiting (Face B de Mint Car maxi single, 1996)                                      | - Bamonte - Cooper - Gallup - O'Donnell - Smith | 3:34 |
| 3.  | A Pink Dream (Face B de Mint Car maxi single, 1996)                                 | - Bamonte - Cooper - Gallup - O'Donnell - Smith | 3:44 |
| 4.  | This Is a Lie [Ambient Mix] (Face B de Strange Attraction et Gone!, 1996)           | - Bamonte - Cooper - Gallup - O'Donnell - Smith | 4:32 |
| 5.  | Wrong Number [P2P Remix] (Face B de Wrong Number, 1997)                             | Smith                                           | 8:14 |
| 6.  | More Than This (bande originale de The X Files, le film, 1998)                      | Smith                                           | 5:11 |
| 7.  | World in My Eyes (Reprise de Depeche Mode sur l'album hommage For the Masses, 1998) | Martin L. Gore                                  | 4:52 |
| 8.  | Possession (Inédit de Bloodflowers, 2000)                                           | - Bamonte - Cooper - Gallup - O'Donnell - Smith | 5:17 |
| 9.  | Out of This World [Oakenfold Remix] (Version alternative inédite, 2000)             | - Bamonte - Cooper - Gallup - O'Donnell - Smith | 7:01 |
| 10. | Maybe Someday [Hedges Remix] (Version alternative sur le CD single promo, 2000)     | - Bamonte - Cooper - Gallup - O'Donnell - Smith | 4:59 |
| 11. | Coming Up (Présente sur la version japonaise de Bloodflowers, 2000)                 | - Bamonte - Cooper - Gallup - O'Donnell - Smith | 6:27 |
| 12. | Signal to Noise (Acoustic Version) (Inédit de Greatest Hits, 2001)                  | - Bamonte - Cooper - Gallup - O'Donnell - Smith | 3:36 |
| 13. | Signal to Noise (Face B de Cut Here 2001)                                           | - Bamonte - Cooper - Gallup - O'Donnell - Smith | 4:07 |
| 14. | Just Say Yes [Curve Remix] (Remix inédit, 2001)                                     | - Bamonte - Cooper - Gallup - O'Donnell - Smith | 3:18 |
| 15. | A Forest [Plati/Slick Version] (Remix inédit, 2001)                                 | - Gallup - Hartley - Smith - Tolhurst           | 6:41 |

## Classements hebdomadaires
| Classement (2004)             | Meilleure place |
| ----------------------------- | --------------- |
| Belgique (Flandre Ultratop)   | 60              |
| Belgique (Wallonie Ultratop)  | 46              |
| États-Unis (Billboard 200)    | 106             |
| France (SNEP)                 | 29              |
| Italie (FIMI)                 | 50              |
| Royaume-Uni (UK Albums Chart) | 98              |